# Abbaye Saint-Martin-et-Saint-Vulgain
Pour les articles homonymes, voir Abbaye Saint-Martin.
L’abbaye Saint-Martin-et-Saint-Vulgain est une ancienne abbaye bénédictine située à Sigy-en-Bray, dans le département français de la Seine-Maritime, en Normandie.
L’église anciennement abbatiale Saint-Martin fait l’objet d’une inscription au titre des monuments historiques depuis 1926.

## Histoire de l’abbaye
Hugues de Gournay établit vers 1037-1045 la fondation de l’abbaye bénédictine de Saint-Martin-et-Saint-Vulgain. Il lui lègue les reliques de saint Vulgain, mort à Lens en 590. Il dote l'abbaye du « bénéfice de Baudry », beau-frère de l'abbé Herluin et qui tenait un bénéfice à La Ferté. Sa donation est confirmée par son fils. Les biens de la collégiale de La Ferté (église de La Ferté, d'Argueil, de Fry et de Saint-Samson) sont cédés à l'abbaye.
Hugues de La Ferté fait don de plusieurs patronages d’églises et terres à l’abbaye avant de se faire moine et de confier vers 1043 Sigy à l’abbaye Saint-Ouen de Rouen qui devient alors simple prieuré. Henri II, roi d’Angleterre et duc de Normandie, place le prieuré sous sa protection, afin de le protéger des exactions d'Hugues de Gournay. En 1282, Nicolas de Beauvais, abbé de Saint-Ouen de Rouen, qui s’y est retiré y est inhumé. Un arrêt, conservé aux archives départementales de la Seine-Maritime, confirme dans sa position le prieur Pierre le Prévost. Le prieuré reste conventuel jusqu’en 1563. Il est ensuite pillé et brûlé par les calvinistes, et ne sera jamais relevé de ses ruines. Vers 1720, à la mort du dernier prieur Nicostrat Bara, une « guerre de succession » a lieu entre Charles Marin Goujet, religieux profès du Bec et Urbain Robinet, vicaire général de Rouen.

## Abbatiale
L’église originelle, bâtie dans la première moitié du XIe siècle, était de style roman. Elle a été probablement détruite en 1152, en même temps que le château seigneurial. Une nouvelle église est édifiée à la fin du XIIe et au XIIIe siècle. Elle servait à la fois d’église abbatiale et d’église paroissiale. Le clocher est ajouté à l’emplacement du transept sud au XVe siècle.
Souvent pillée, l’église survit à la période révolutionnaire et conserve d’importants vestiges, notamment l’abside et le transept, caractéristiques du premier gothique.

## Galerie

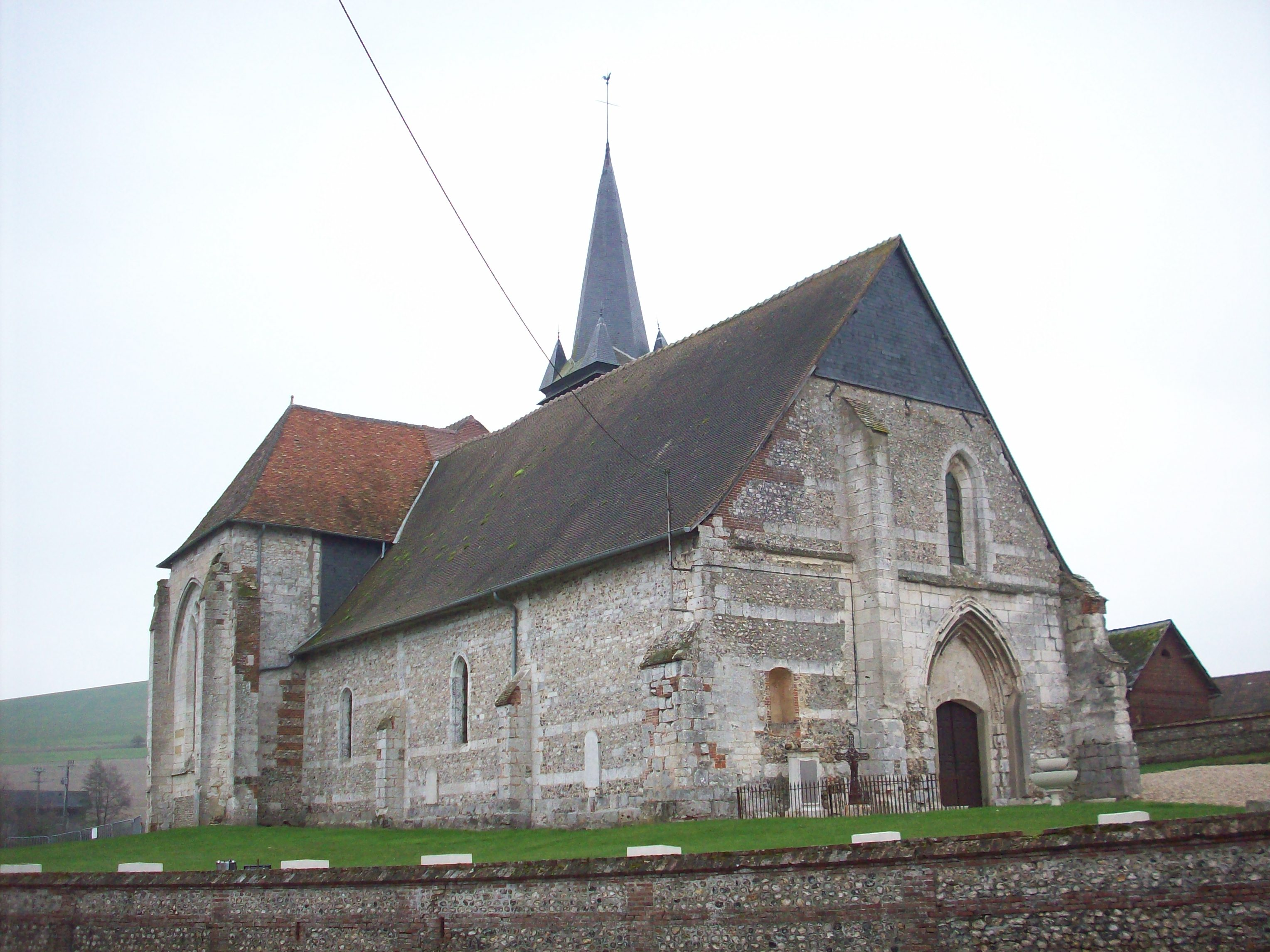
L’église et son enclos.
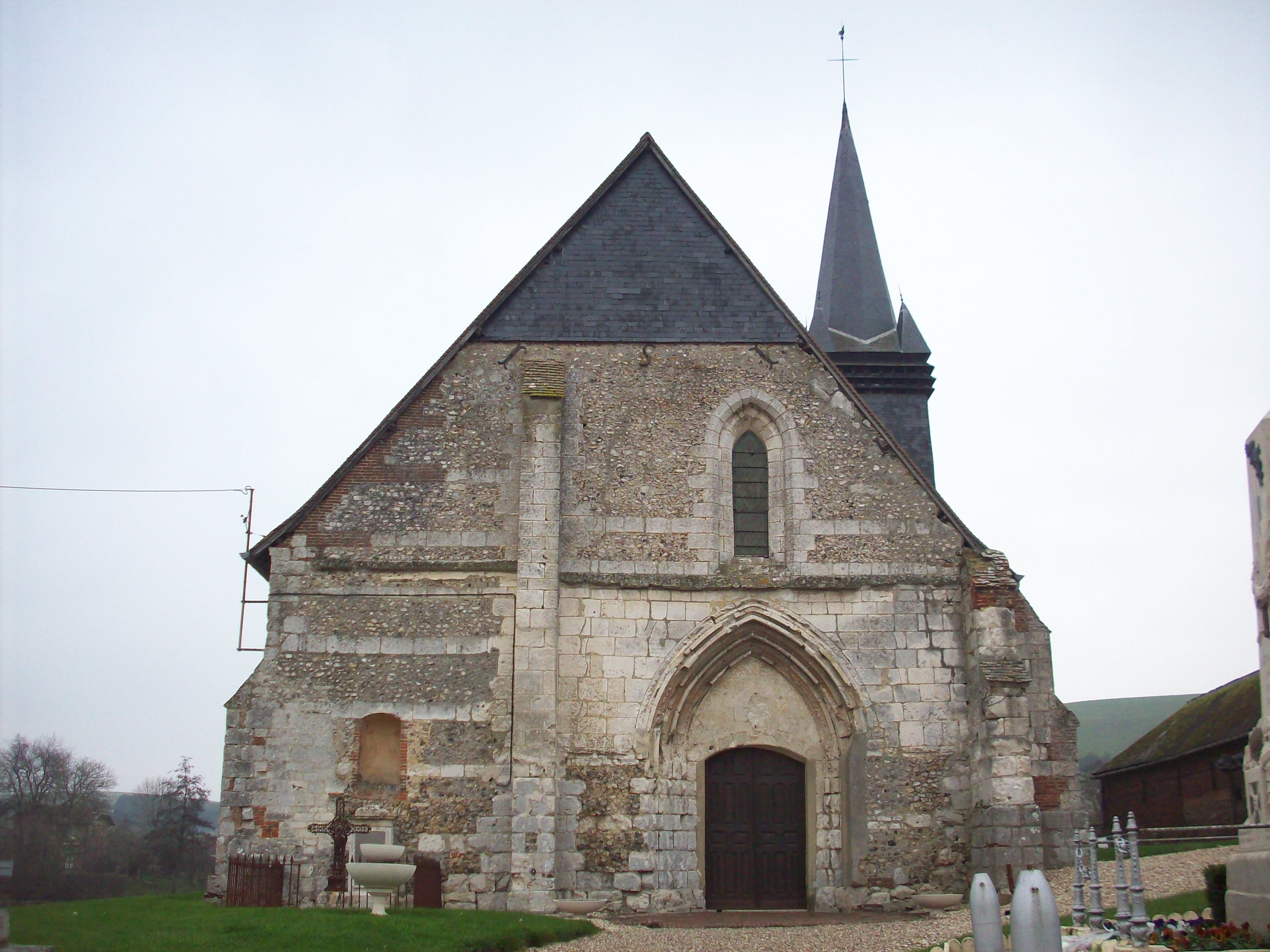
Le portail occidental.
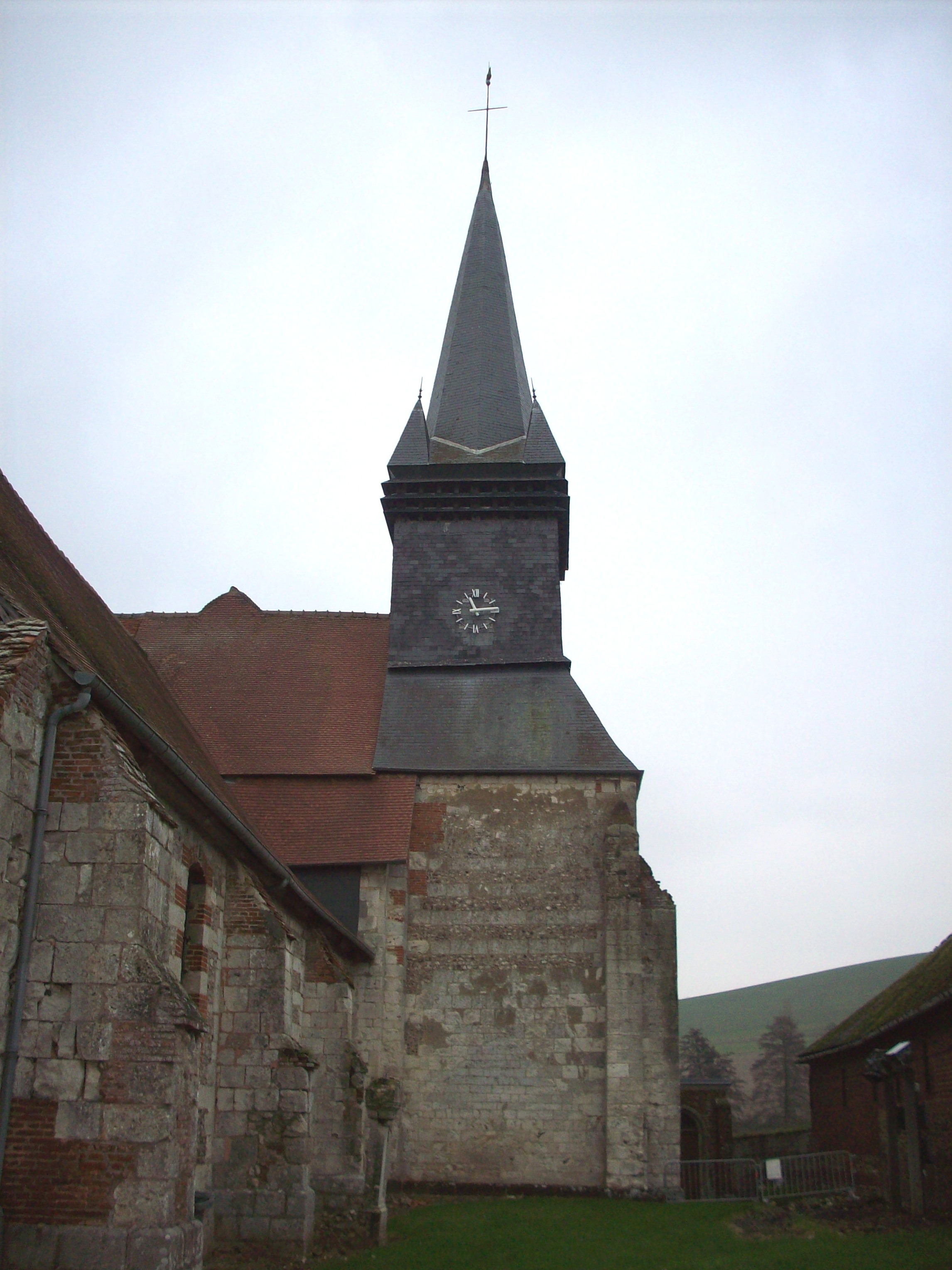
Le clocher.
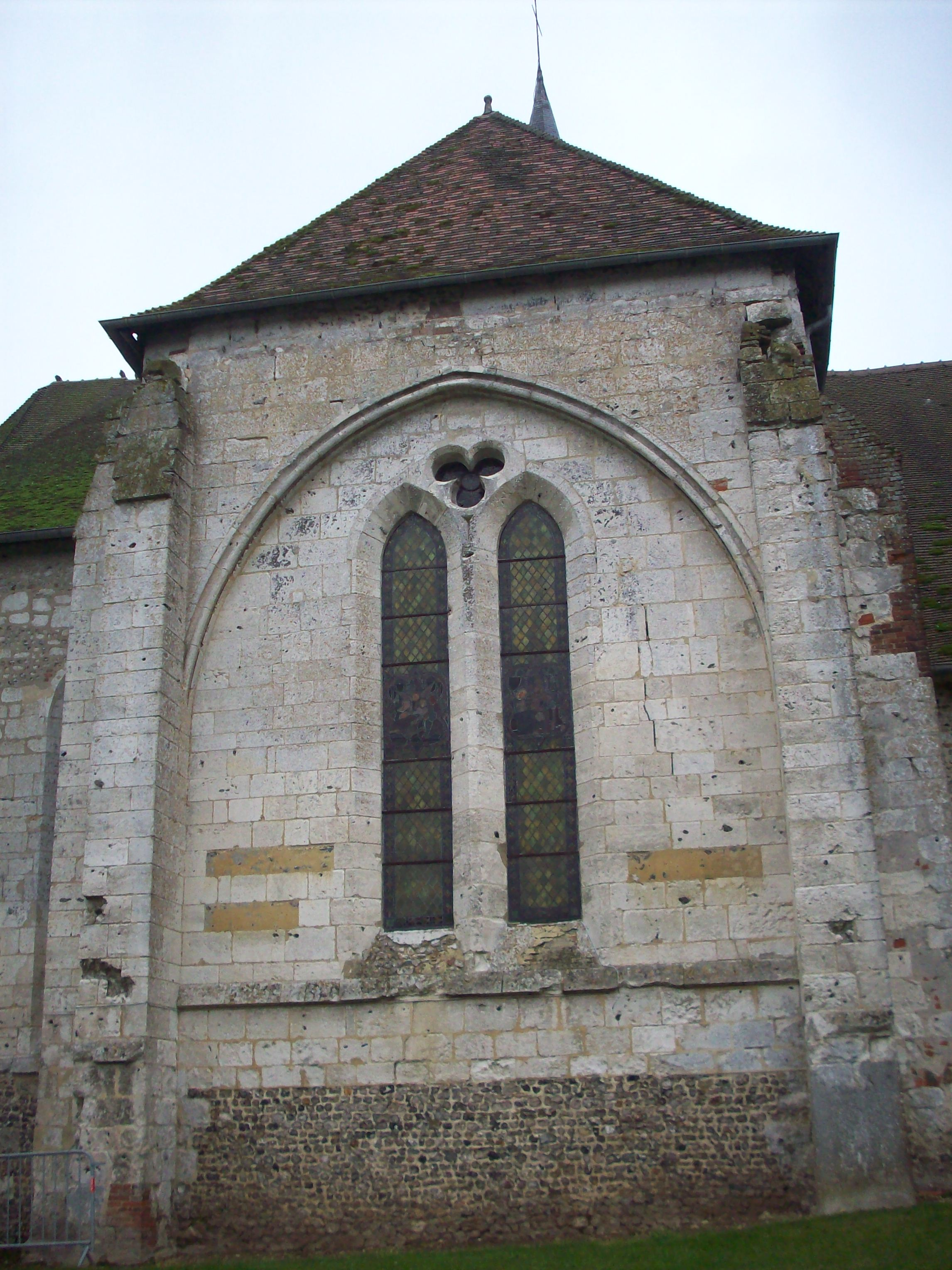
Le transept.
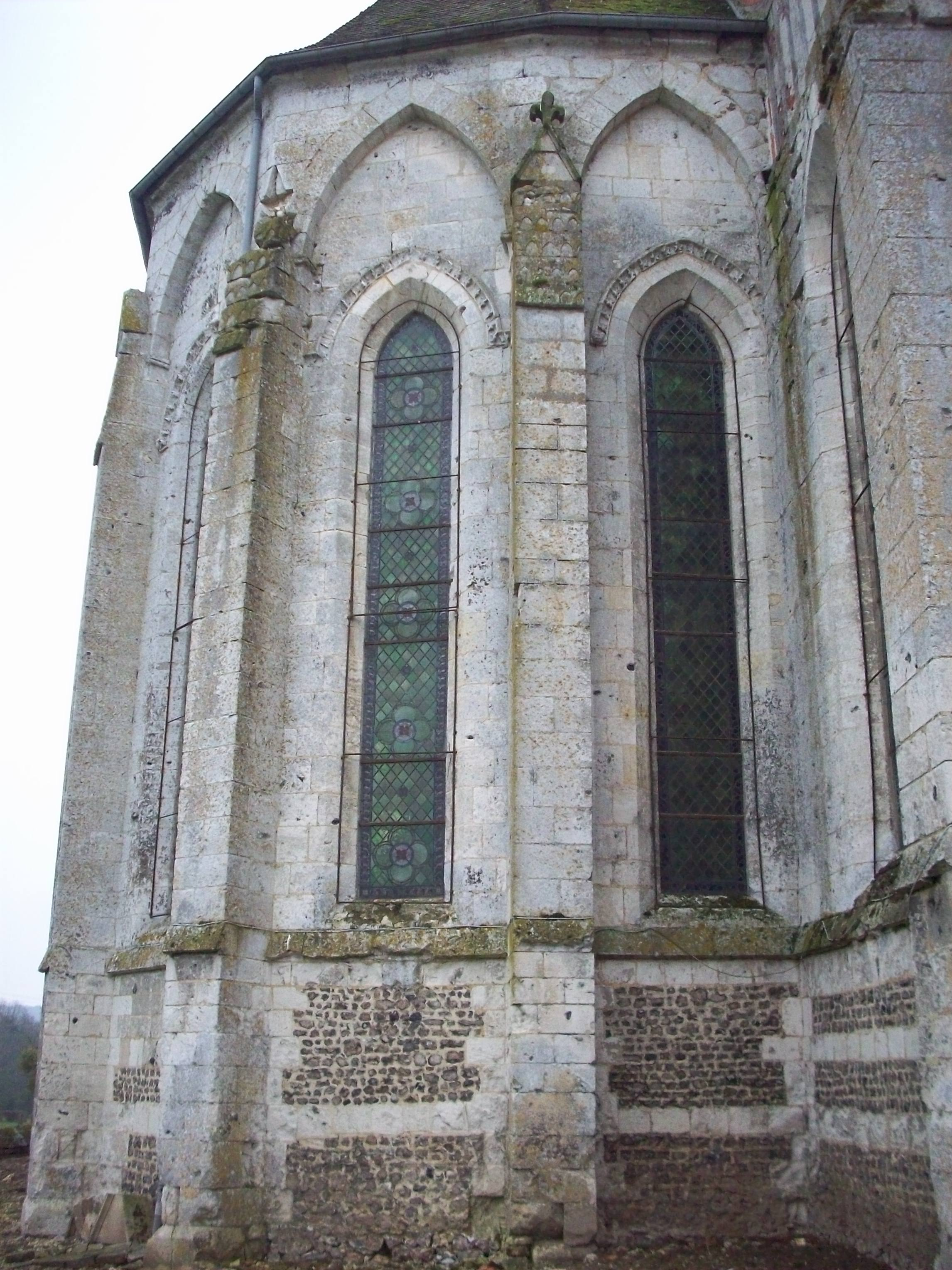
Le chevet.

## Personnages illustres
- Nicolas de Beauvais († 1282). Abbé de Saint-Ouen de Rouen, il se retire au prieuré de Sigy où il est enterré en 1282.
- Simon du Bosc († 1418). Il a été successivement prieur de Sigy, abbé de Cerisy, camérier du pape, abbé de Jumièges[5].